# Trefcon
Trefcon és un municipi francès situat al departament de l'Aisne i a la regió dels Alts de França. L'any 2007 tenia 82 habitants.

## Demografia

### Població
El 2007 la població de fet de Trefcon era de 82 persones. Hi havia 32 famílies de les quals 8 eren unipersonals (8 homes vivint sols), 12 parelles sense fills i 12 parelles amb fills.
La població ha evolucionat segons el següent gràfic:
Habitants censats

### Habitatges
El 2007 hi havia 36 habitatges, 31 eren l'habitatge principal de la família, 2 eren segones residències i 3 estaven desocupats. 35 eren cases i 1 era un apartament. Dels 31 habitatges principals, 21 estaven ocupats pels seus propietaris i 10 estaven llogats i ocupats pels llogaters; 2 tenien tres cambres, 8 en tenien quatre i 21 en tenien cinc o més. 22 habitatges disposaven pel capbaix d'una plaça de pàrquing. A 14 habitatges hi havia un automòbil i a 16 n'hi havia dos o més.

### Piràmide de població
La piràmide de població per edats i sexe el 2009 era:
| Homes | Edats   | Dones |
| ----- | ------- | ----- |
| 0     | 95 o +  | 0     |
| 0     | 90 a 94 | 4     |
| 0     | 85 a 89 | 0     |
| 0     | 80 a 84 | 0     |
| 4     | 75 a 79 | 0     |
| 0     | 70 a 74 | 0     |
| 8     | 65 a 69 | 4     |
| 4     | 60 a 64 | 8     |
| 0     | 55 a 59 | 0     |
| 0     | 50 a 54 | 0     |
| 0     | 45 a 49 | 0     |
| 0     | 40 a 44 | 0     |
| 4     | 35 a 39 | 4     |
| 8     | 30 a 34 | 12    |
| 4     | 25 a 29 | 4     |
| 0     | 20 a 24 | 0     |
| 0     | 15 a 19 | 8     |
| 4     | 10 a 14 | 4     |
| 0     | 5 a 9   | 12    |
| 4     | 0 a 4   | 4     |

## Economia
El 2007 la població en edat de treballar era de 49 persones, 35 eren actives i 14 eren inactives. De les 35 persones actives 30 estaven ocupades (18 homes i 12 dones) i 5 estaven aturades (3 homes i 2 dones). De les 14 persones inactives 3 estaven jubilades, 4 estaven estudiant i 7 estaven classificades com a «altres inactius».
Activitats econòmiques
Dels 3 establiments que hi havia el 2007, 2 eren d'empreses de fabricació d'altres productes industrials i 1 d'una empresa de construcció.
Dels 2 establiments de servei als particulars que hi havia el 2009, 1 era un taller de reparació d'automòbils i de material agrícola i 1 fusteria.
L'any 2000 a Trefcon hi havia 5 explotacions agrícoles.

## Poblacions més properes
El següent diagrama mostra les poblacions més properes.